# Johann Jørgen Sæves
Johann Jørgen Sæves (28 oktober 1994) is een voormalig Noorse langebaanschaatser. Zijn beste afstanden zijn de 500m en 1000m.

## Records

### Persoonlijke records[1]
| Afstand      | Tijd     | Datum            | Baan      |
| ------------ | -------- | ---------------- | --------- |
| 500 meter    | 35,03    | 16 maart 2019    | Calgary   |
| 1000 meter   | 1.09,73  | 16 maart 2019    | Calgary   |
| 1500 meter   | 1.48,90  | 16 maart 2014    | Calgary   |
| 3000 meter   | 3.56,25  | 18 januari 2014  | Stavanger |
| 5000 meter   | 6.55,76  | 14 februari 2015 | Stavanger |
| 10.000 meter | 14.45,52 | 15 februari 2015 | Stavanger |

## Resultaten
| Jaar | WK Sprint                | WK Junioren                         |
| ---- | ------------------------ | ----------------------------------- |
| 2013 |                          | 16e 500m 17e 1000m 4e achtervolging |
| 2014 |                          | 8e 500m 10e 1000m 19e 1500m         |
|      |                          |                                     |
| 2018 | 17e (19e, 15e, 12e, 18e) |                                     |

(#, #, #, #) = afstandspositie op sprinttoernooi (500m, 1000m, 500m, 1000m).